# Мудрень
Мудрень — деревня в Оричевском районе Кировской области в составе Коршикского сельского поселения.

## География
Примыкает с запада к центру поселения селу Коршик.

## История
Известна с 1719 года как починок Мудрое с населением 8 душ мужского пола, в 1764 году 72 жителя. В 1873 году здесь (починок Мудровский или Мудрец) учтено дворов 18 и жителей 140, в 1905 23 и 161, в 1926 (уже деревня Мудрень или Мудровский) 25 и 158, в 1950 28 и 90, в 1989 оставалось 38 жителей. Нынешнее название утвердилось с 1939 года.

## Население
Постоянное население  составляло 45 человек (русские 91%) в 2002 году, 35 в 2010.